# 英屬婆羅洲

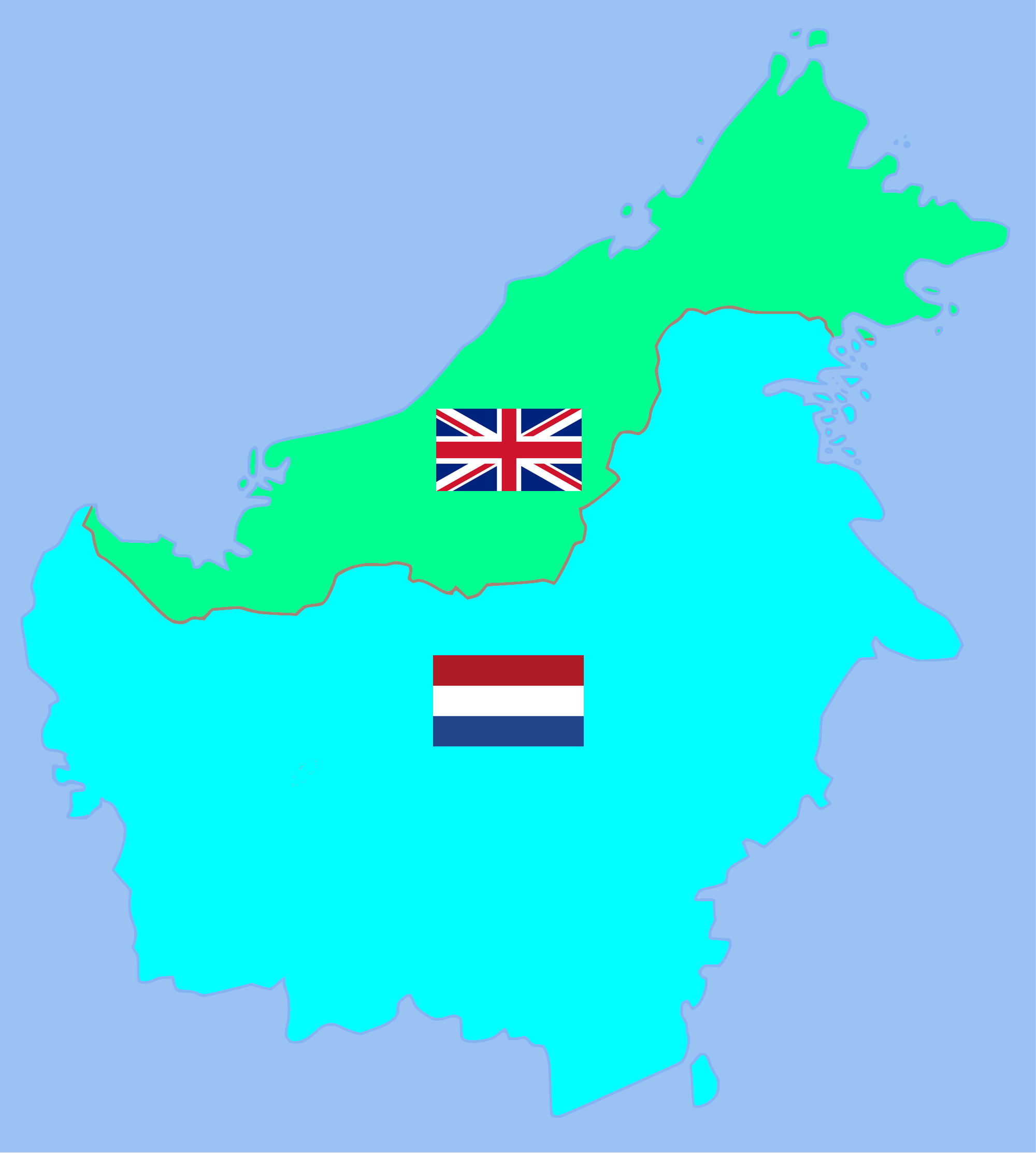
英属婆罗洲和荷属加里曼丹

白色区域今属于印尼，橘色部份属于马来西亚，綠色部份为汶莱

英屬婆羅洲（或稱北婆三邦、北加里曼丹）指的是婆羅洲（加里曼丹岛）北部的前英国殖民地，現為東馬及獨立國家汶萊。南臨印尼加里曼丹各省。
實際上英屬婆羅洲並不是一個統一的整體領地，而是位於婆羅洲島上數個殖民地包括北婆羅洲、砂拉越王國、受英國保護的汶萊，以及納閩直轄殖民地的統稱。这些地区都曾是汶萊帝國和大英帝国的一部分，曾经有联合上述地区组成北婆羅洲聯邦的提议。

## 北婆羅洲
北婆羅洲特許公司於1881年成功取得維多利亞女皇的皇家特許，開始管理北婆羅洲及展開商業貿易。於1888年起成為英國保護領，但容許北婆羅洲特許公司維持領地上的內部自治。在1946年英國收回特許公司管治權，並改由英國直接控制，即北婆羅洲直轄殖民地。最終於1963年脫離英國加入新成立的馬來西亞，即現今的沙巴。

## 砂拉越王國
1842年英國探險家詹姆斯·布魯克協助汶萊蘇丹平亂有功，因此委任為拉者統治砂拉越，並成立砂拉越王國，並於1888年成為英國保護國。1946年末代白人拉者查爾斯·維納·布魯克將砂拉越治權交回英王，令砂拉越成為英國直轄殖民地，最終在1963年砂拉越脫英國，並與馬來亞聯合邦、新加坡和北婆羅洲成立馬來西亞。

## 汶萊
自1840年代起開始英國多次介入汶萊政治，並於1888年汶萊蘇丹簽訂保護條約成為英國保護國，從此英國控制汶萊的對外事務。在1906年汶萊與英國達成補充保護協議，協議中要求汶萊蘇丹施政時需諮詢由英國派駐的參政司意見，從此汶萊行政權漸漸落入參政司手中。1984年汶萊脫離英國保護，正式獨立。

## 納閩
納閩為婆羅洲對出的島嶼，16世紀起為汶萊帝國領土。1846年汶萊蘇丹簽訂《納閩條約》，將納閩割讓英國，並在1848年成立納閩直轄殖民地，是婆羅洲上最早的英國殖民地。後來納閩先後轉由北婆羅洲特許公司(1890年)及海峽殖民地(1906年)管轄，最終於1946年成為北婆羅洲直轄殖民地一部分，並在1963年隨北婆羅洲加入馬來西亞。